# Sticherus nigropaleaceus
Sticherus nigropaleaceus är en ormbunkeart som först beskrevs av Sturm, och fick sitt nu gällande namn av Prado och Lellinger. Sticherus nigropaleaceus ingår i släktet Sticherus och familjen Gleicheniaceae. Inga underarter finns listade.